# Oloplotosus torobo
Oloplotosus torobo é uma espécie de peixe da família Plotosidae.
É endémica da Papua-Nova Guiné.
Os seus habitats naturais são: lagos de água doce.